# Maickel Melamed
Maickel Melamed (Caracas, 27 de abril de 1975) es un economista, orador motivacional, escritor, conferencista, corredor de larga distancia y profesor de filosofía. Co - Fundador de la empresa De Alto Rendimiento DAR. Melamed nació con una condición llamada hipotonía.

## Biografía

### 1975–primeros años
Maickel Melamed nació el 27 de abril de 1975 en Caracas, Venezuela. Es el segundo hijo de Maritza Trujillo y de Alberto Melamed. Al nacer, Melamed fue diagnosticado con “retraso motor” debido a un asfixiamiento durante el nacimiento con su cordón umbilical. Los médicos no le dieron mucho tiempo de vida; sin embargo, sobrevivió y sus familiares decidieron que «no sería alguien especial». Asimismo, comenzaron a llenarlo de optimismo y alegría, alentándolo con frases como “nunca digas no puedo”, hasta que poco a poco “comenzó a moverse”. Ulteriormente se incorporó por decisión propia a la escuela en la que también estudiaban sus hermanos. Durante su estadía en la escuela, recibió también el apoyo de sus compañeros de clases.
Más tarde ingresó a la Universidad Católica Andrés Bello, donde estudió economía, además de convertirse en un líder estudiantil. Al culminar sus estudios, emigró a la ciudad de Londres con diversos propósitos en mente.

### Inicios de su carrera
Luego de su estadía en el Reino Unido, Melamed decidió regresar a Venezuela, donde por otro lado, optó en dejar su profesión para enfocarse por completo al “ser humano”. Asimismo, comenzó a desenvolverse como educador experiencial en variadas organizaciones juveniles de su país natal y también en Latinoamérica.

#### Maratones
A pesar de su condición, Melamed ha participado en diversos maratones y ha logrado culminarlos exitosamente. En el 2011 participó en maratón de Nueva York, posteriormente el de Berlín y Chicago. Cabe destacar que también ha llegado a la cumbre del Pico Bolívar en Venezuela. A continuación una lista de los maratones a los que ha asistido: 
| Año  | Maratón               | Distancia | Ubicación                  | Duración (tiempo en que llegó) | Ref.  |
| ---- | --------------------- | --------- | -------------------------- | ------------------------------ | ----- |
| 2011 | Maratón de Nueva York | 42 km     | Nueva York, Estados Unidos | 15 h, 22 min y 3 s aprox.      | [ 5 ] |
| 2012 | Maratón de Berlín     | 42 km     | Berlín, Alemania           | 14 h y 20 min aprox.           | [ 5 ] |
| 2013 | Maratón de Chicago    | 42 km     | Chicago, Estados Unidos    | 16 h y 46 min aprox.           | [ 5 ] |
| 2014 | Maratón de Tokio      | 42 km     | Tokio, Japón               | No disponible                  | [ 6 ] |
| 2015 | Maratón de Boston     | 42 km     | Boston, Estados Unidos     | 20 h aprox.                    | [ 6 ] |